# Otto Wilhelm von Bronckhorst zu Gronsfeld
Otto Wilhelm von Bronckhorst zu Gronsfeld, född 12 juni 1640, död 5 april 1713, var en tysk katolsk präst, hjälpbiskop av Osnabrücks katolska stift, titulärbiskop av Columbica och apostolisk vikarie för apostoliska vikariatet i de nordiska missionerna.

## Biografi
Otto Wilhelm von Bronckhorst utnämndes bland annat 13 oktober 1702 till apostolisk vikarie för Apostoliska vikariatet i de nordiska missionerna, som varade fram till hans död 1713, och efterträddes av Johann Hugo von Gärtz.